# Bachenbülach
Bachenbülach est une commune suisse du canton de Zurich.

## Photographies

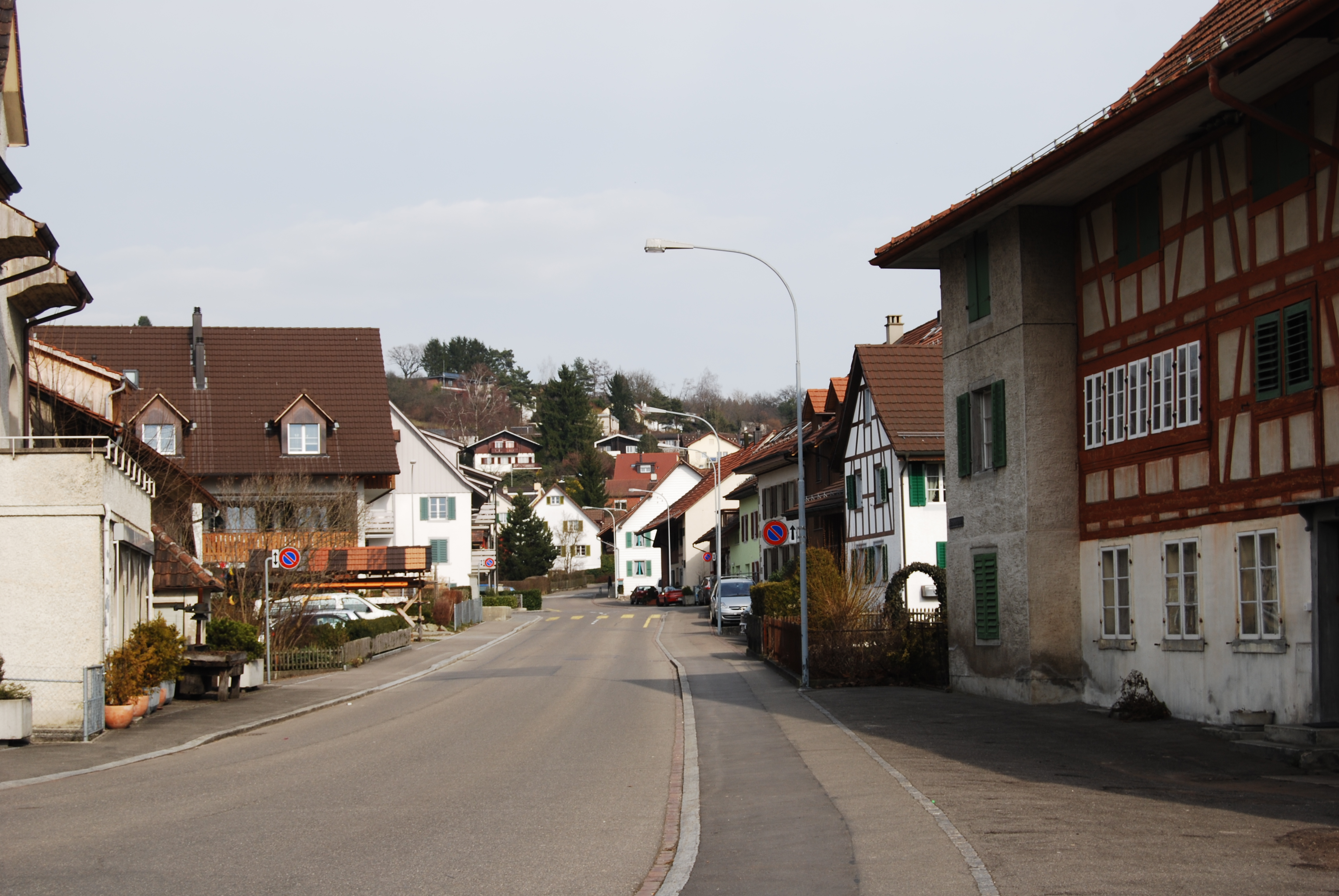
Bachenbülach.
Photo aérienne (1968).